# Мутон, Эжен
Пьер Мартен Дезире Эжен Мутон (фр. Pierre Martin Désiré Eugène Mouton; 12 апреля 1823, Марсель — 8 июня 1902, Париж) — судья и писатель-фантаст, автор произведений в жанре научная фантастика под псевдонимом Меринос.

## Биография
Родился 12 апреля 1823 года, в семье офицера и креолки из Гваделупы. Получил юридическое образование и в 1848 году стал судьёй; в следующие двадцать лет дослужился до звания прокурора. Во время прибывания в Родезе помог создать одну из первых передвижных библиотек во Франции. После путешествовал в Норвегию и Швецию, прежде чем окончательно вернуться в Париж.
Писал очерки и колонки для газет. В 1857 году опубликовал свой первый рассказ — «L’Invalide à la tête de bois» в газете Le Figaro. В 1868 году ушёл с поста прокурора и полностью занялся литературной деятельностью. В 1886 году вместе с Шарлем Леконтом де Лилем претендовал на кресло Виктора Гюго во Французской Академии, но получил всего два голоса поддержки.